# A. B. Dökel

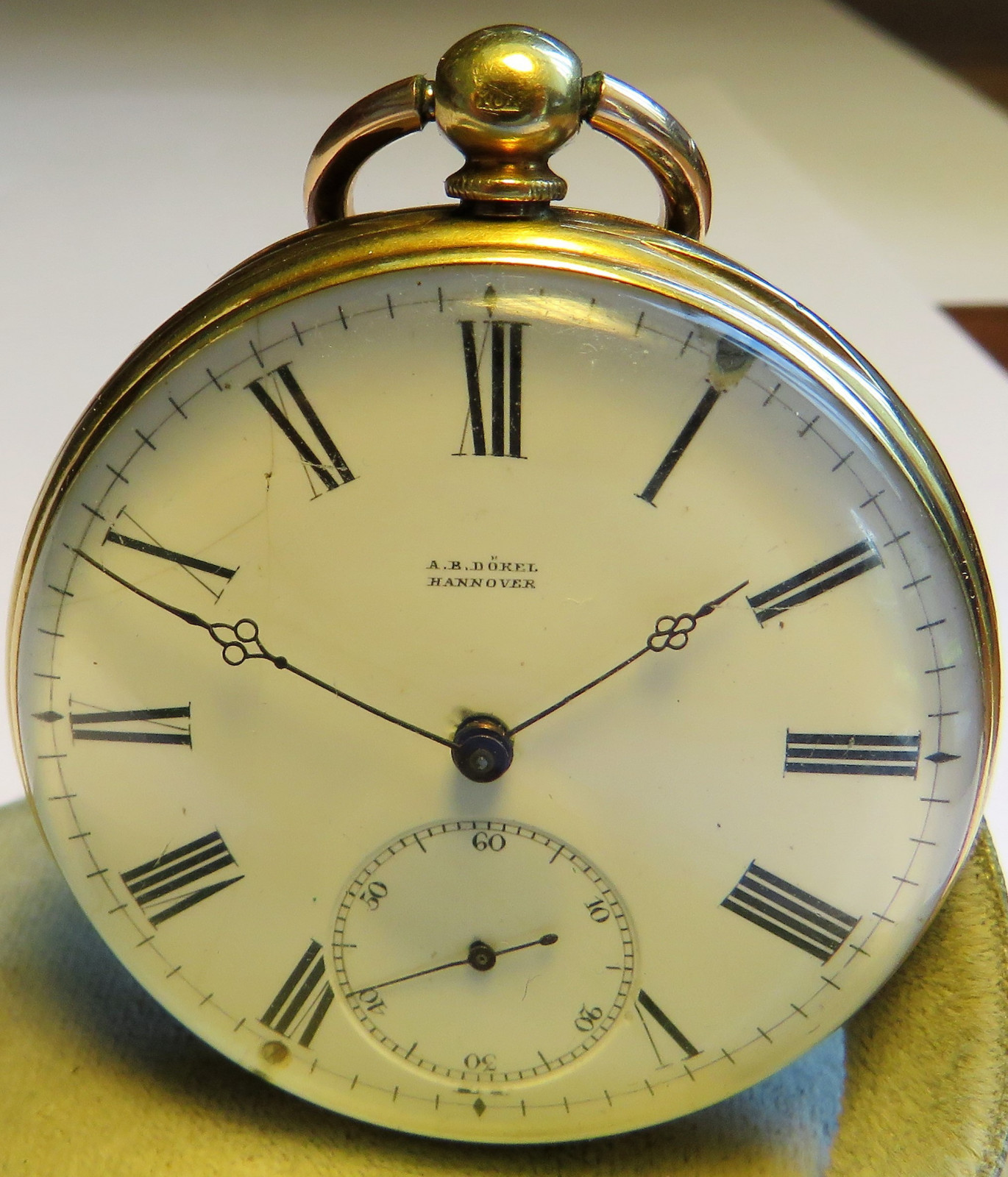
Goldene Taschenuhr von A. B. Dökel; 1862 ein Geschenk von König Georg V. von Hannover

A. B. Dökel, vollständiger Name Adolf Bernhard Georg Wilhelm Dökel, kürzer Adolf Bernhard Dökel, mitunter auch Döckel (geboren 18. März 1820 in Kalefeld; gestorben 11. August 1880 in Hannover) war ein deutscher Hof-Uhrenfabrikant und -händler sowie Turmuhren- und Bahnhofsuhren-Bauer.

## Geschichte

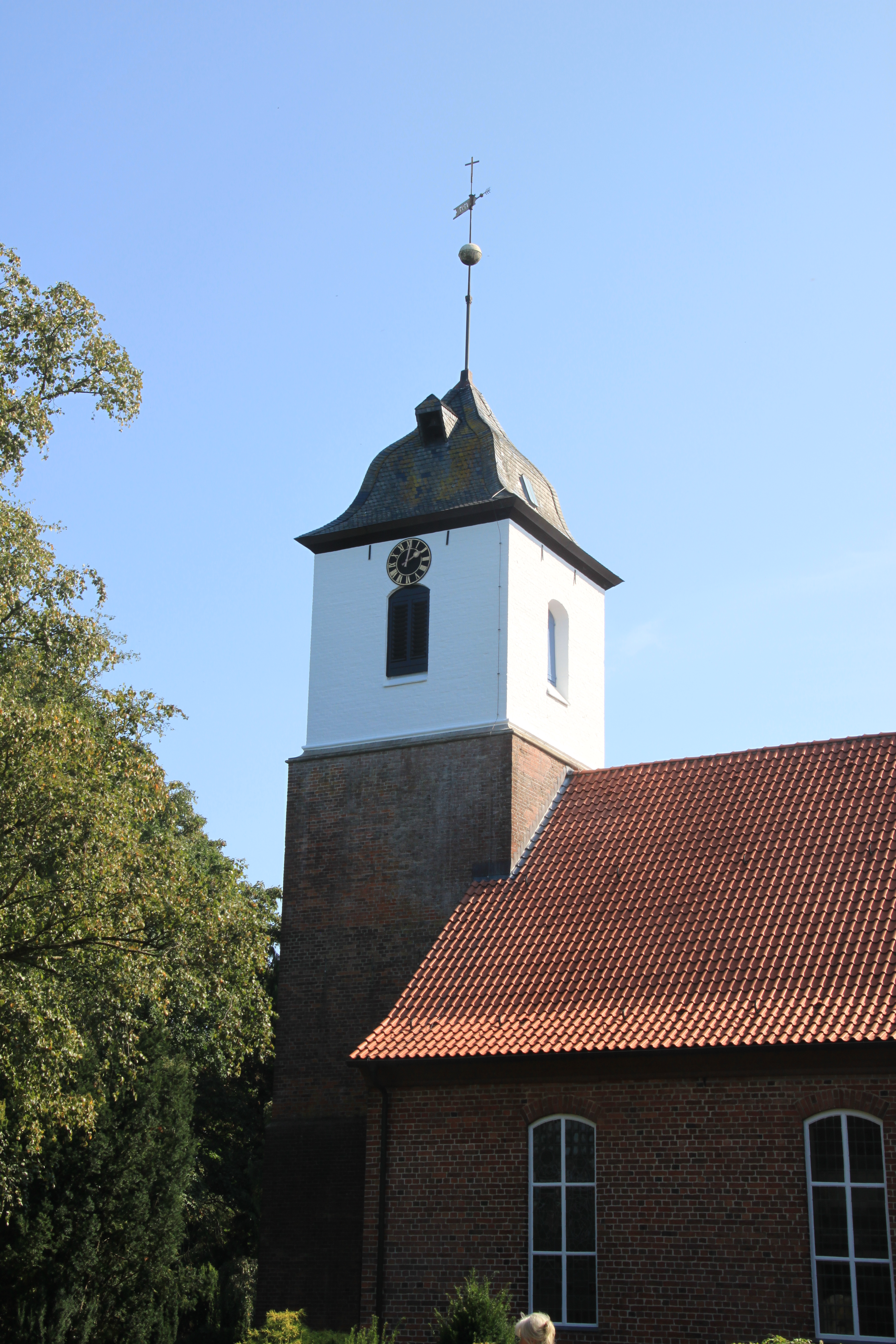
Turm mit der Turmuhr der Zionskirche in Worpswede

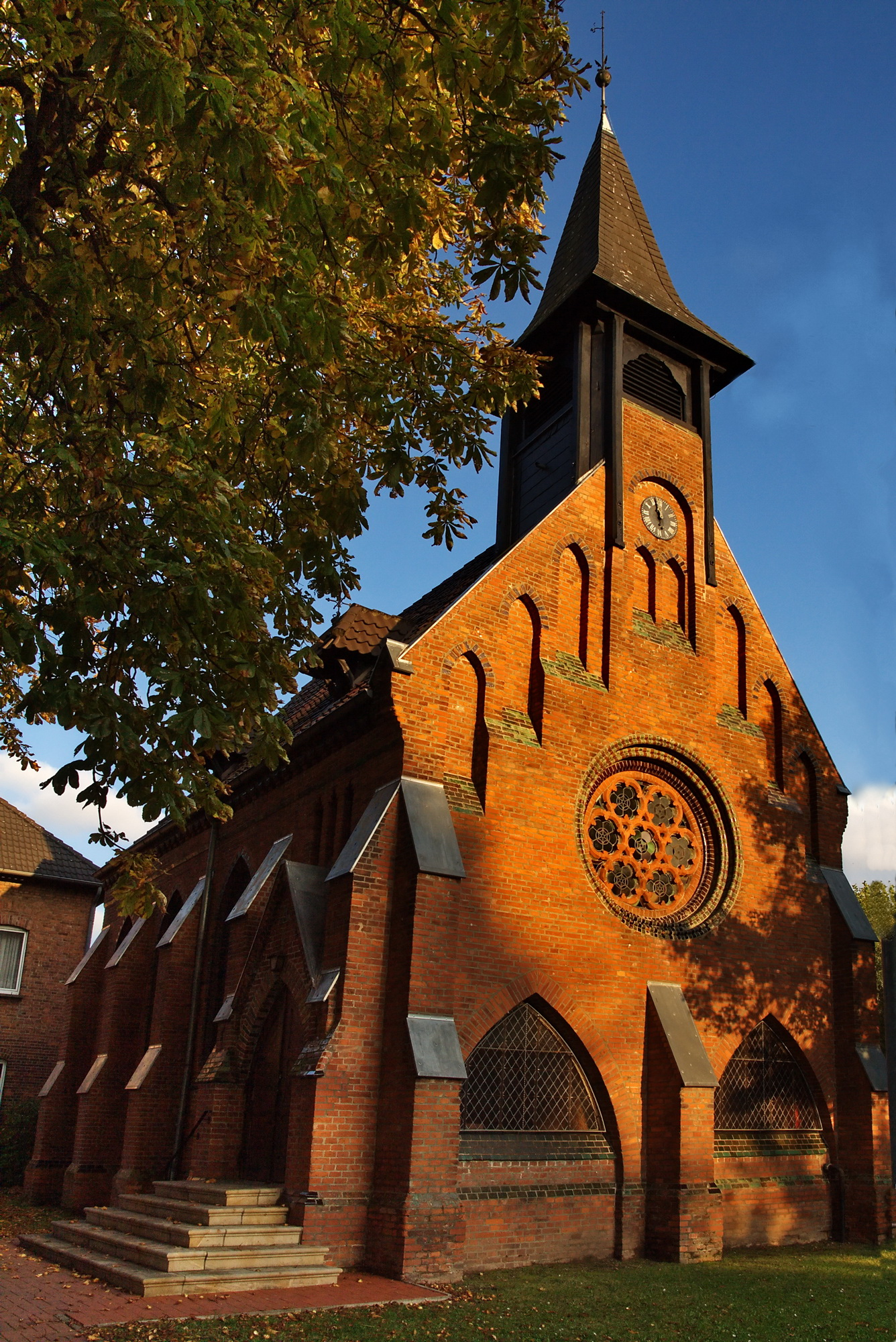
Die St.-Johannis-Kapelle am Kronsberg in Hannover-Bemerode mit ihrer Turmuhr

Auf dem Gebiet der 1866 gebildeten preußischen Provinz Hannover gab es zur Zeit des Königreichs Hannover „keine nennenswerthe Fabrikation von Taschenuhren“ im größeren Maßstab wie etwa Serien- oder gar Massenproduktion, wenngleich „treffliche Leistungen“ in der Herstellung einzelner Exemplare. Im Sinne einer „Groß-Uhrmacherei“ zeichnete sich insbesondere Bofenschen aus; Peter Bofenschen (1763–1830), der in aufwendiger Einzelfertigung beispielsweise durch eine in ein mit bronzevergoldeten Reliefleisten verziertes Mahagoni-Gehäuse installierte Automatenuhr mit Spielwerkwalze, Glocke und Orgel bekannt wurde. Nach Bofenschens Tod galt Dökel, dessen Name für eine alteingesessene hannoversche Familie steht, als „dessen Nachfolger.“
Am 5. Mai 1857 wurde Dökel Mitglied der Johannis-Freimaurerloge zum schwarzen Bär im Orient von Hannover, ähnlich wie kurz darauf auch sein Namensvetter, der Ökonom Georg Friedrich Gustav Dökel. Der Loge gehörte auch König Georg V. von Hannover an, in dessen Hofstaat „A. L. Dökel“ 1864 unter den Hof-Ouvriers anfangs lediglich als Hof-Uhrenhändler gezählt wurde. Laut einem handschriftlichen Vermerk auf einer vielfarbig lithographierten Schmuckschachtel mit dem aufgedruckten Hinweis unter anderem auf das Patent von Georges Frédéric Roskopf verschenkte König Georg V. von Hannover 1862 eine in der Schachtel befindliche und von A. B. Dökel mehrfach signierte Herren-Taschenuhr in 18-karätigem Gelbgold-Uhrengehäuse. Diese Uhr aus dem Hause Dökel gilt als „höchst qualitatives Werk mit ganz früher Ankerhemmung“; die Herstellung in der Epoche ab Anfang der 1860er Jahre war sonst zumeist nur durch Namen wie Patek Philippe oder Francois Czapek bekannt geworden.
Mitte der 1860er Jahre unterhielt Dökel seine Uhrenhandlung in der Residenzstadt des Königreichs Hannover im Haus Langestraße 1 beziehungsweise Lange Straße in der Calenberger Neustadt, wo er sich als Hoflieferant „Sr. Hoheit des Herzogs von Braunschweig“, Herzog Wilhelm von Braunschweig-Lüneburg(-Oels) empfahl. Etwa im gleichen Zeitraum hatte Dökel bereits für mehrere Kirchengemeinden Turmuhren für ihre Sakralgebäude gebaut, darunter für die Gemeinde in Bemerode am Kronsberg. Das Lieferprogramm Dökels umfasste seinerzeit „auch sämmtliche Eisenbahn=Uhren“ und deren Beaufsichtigung. In diesem Sinne handelte später auch der Uhrmachermeister Wilhelm Wettig, der während seiner Gehilfenzeit bei Dökel in der Andreaestraße gearbeitet hatte, bevor er zum Geschäftsführer der Firma A. B. Dökel aufstieg und von 1870 bis 1879 sowohl den Bau als auch die Errichtung von Bahnhofsuhren der Preußischen Staatseisenbahnen leitend ausführte; an der Strecke Danzig–Warschau, der Strecke Schwarzenbek–Oldesloe sowie der Bahnstrecke Münster–Rheda–Lippstadt. Erst später, von 1879 bis 1895, erledigte Wettig die Aufträge der Staatsbahn auf eigene Rechnung.
Zuvor hatte der Gewerbe-Verein für Hannover „in der permanenten Gewerbe-Ausstellung“ der landesweit tätigen Einrichtung im Jahr 1868 eine von Dökel gemeinsam mit F. A. Beyes konstruierte „Thurmuhr, 30 Stunden Gehwerk, mit Viertel und Betglockenwerk“ aufstellen lassen. In den hierfür anfangs genutzten Räumlichkeiten der Hannoverschen Bank in der Georgstraße Ecke Schillerstraße, an deren Stelle später das hannoversche Karstadt-Haus errichtet wurde, machte der hannoversche Gewerbeverein ab dem Folgejahr 1869 unter den „Neuigkeiten“ erstmals auch die Arbeiteruhren von Hofuhrmacher Dökel einem größeren Publikum bekannt.
In der Gründerzeit des Deutschen Kaiserreichs hatte Adolf Bernhard Georg Wilhelm Dökel 1872 seinen Hauptgeschäftssitz in das Haus Schillerstraße 22 verlegt, während er unter seiner Privatadresse Langestraße 1 eine Filial unterhielt.
1878 war „A.B. Dökel, Hof-Uhrenfabrikant“ als Aussteller auf der Allgemeinen Gewerbeausstellung der Provinz Hannover mit einer Kollektion verschiedener Uhren vertreten, darunter hauptsächlich Regulatoren. Im selben Jahr firmierte sein Unternehmen unter der neuen Geschäftsadresse Georgstraße 21.
1880 betrieb der Hof-Uhren-Fabrikant seine Geschäftsräume schließlich am Georgsplatz 4a, in dessen Umfeld sich bald darauf das neue Bankenviertel Hannovers etablierte.

## Bekannte Werke (Auswahl)

### Turmuhren
- 1867: Installation der Turmuhr der Zionskirche in Worpswede[22]
- 1869–1870: Turmuhr der St.-Johannis-Kapelle in Hannover-Bemerode. Die Kosten betrugen für das Uhrwerk 100, Schlagwerk und Uhrgestell 12, Zeigerwerk 12 und für das Zifferblatt 6 Thaler, inklusive Aufstellung „zusammen 136 Thlr.“[8]

### Goldene, signierte Dreideckel-Herren-Taschenuhr mit früher Ankerhemmung um 1862

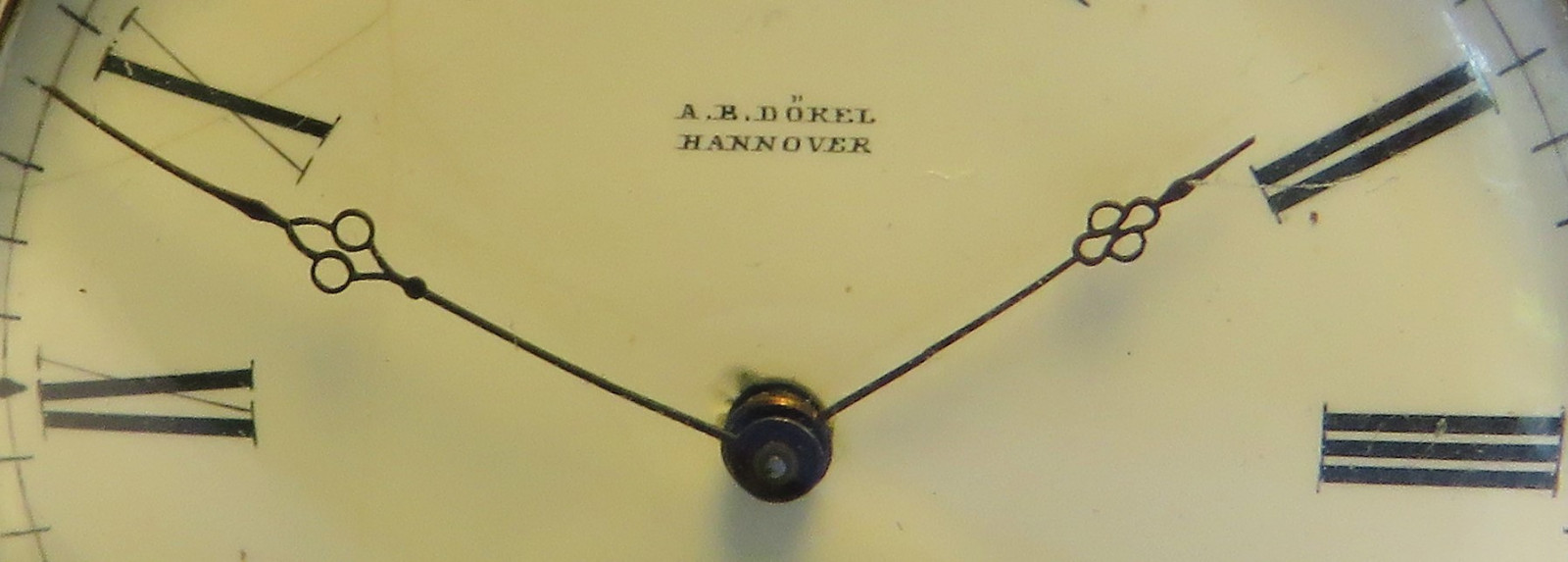
handgeschmiedete, gebläute Stahlzeiger
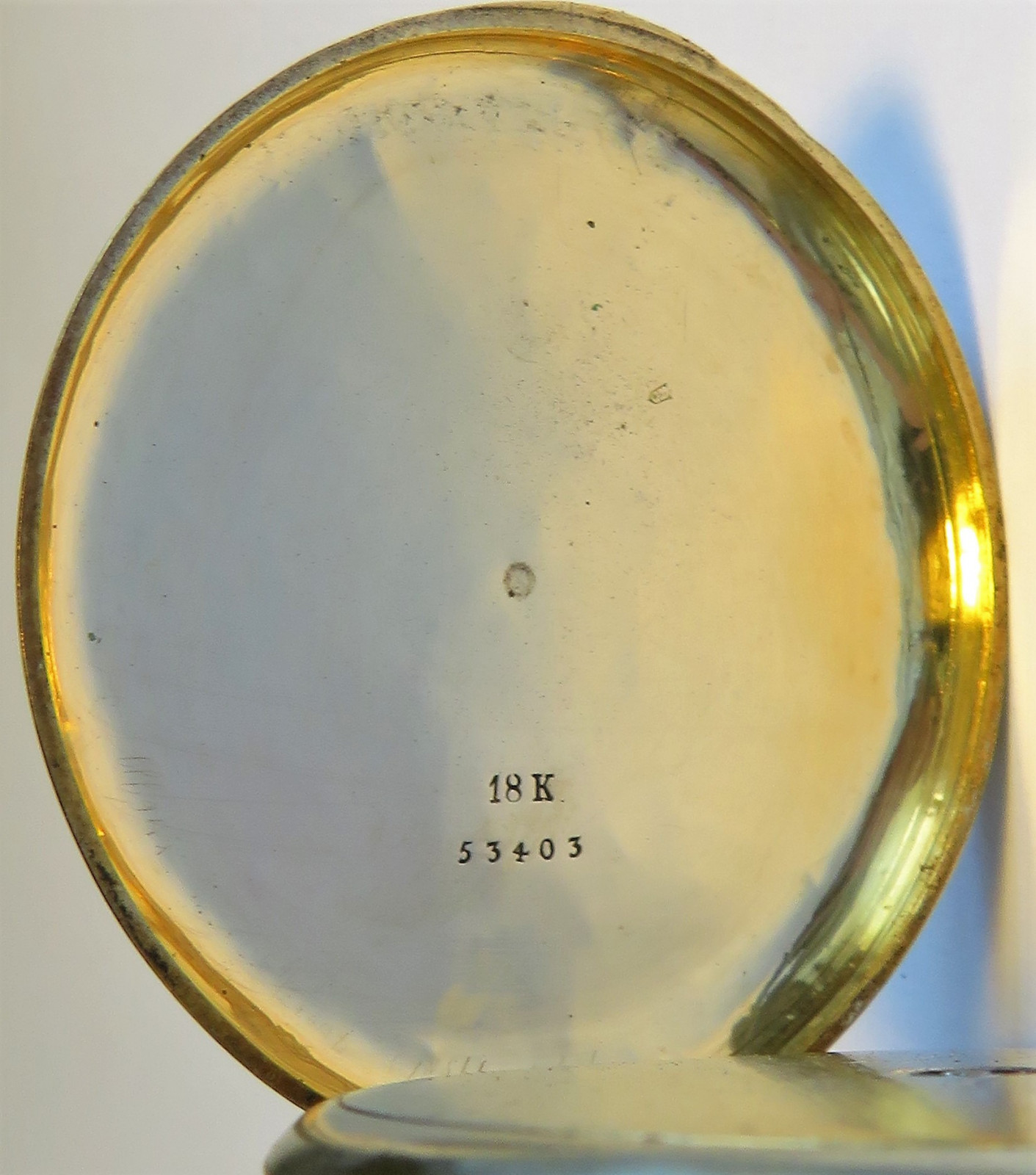
geöffneter Gehäusedeckel mit Hinweis auf 18 Karat Feingold und laufender Nummer 53403
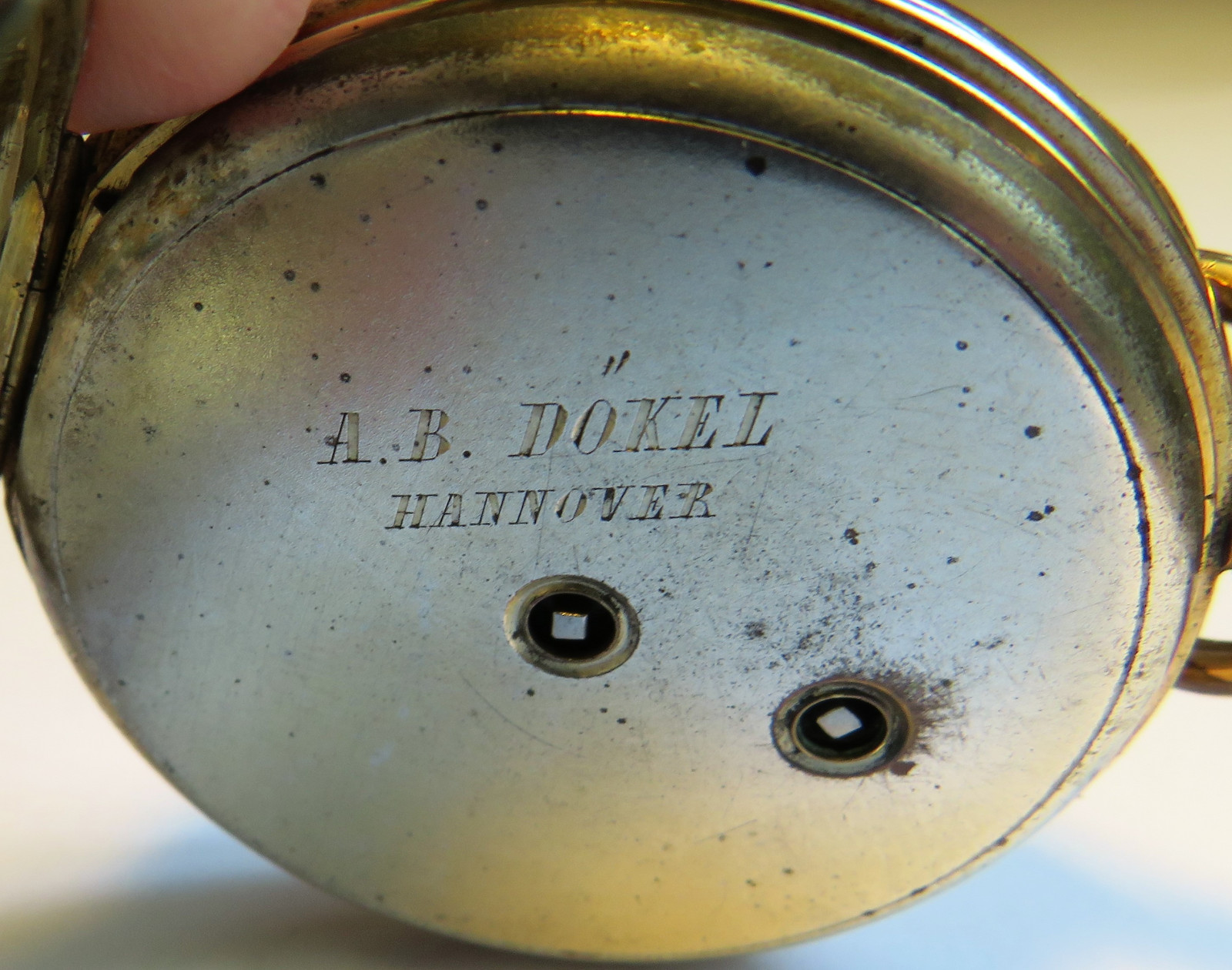
handsignierter Innendeckel „A. B. DÖKEL, HANNOVER“
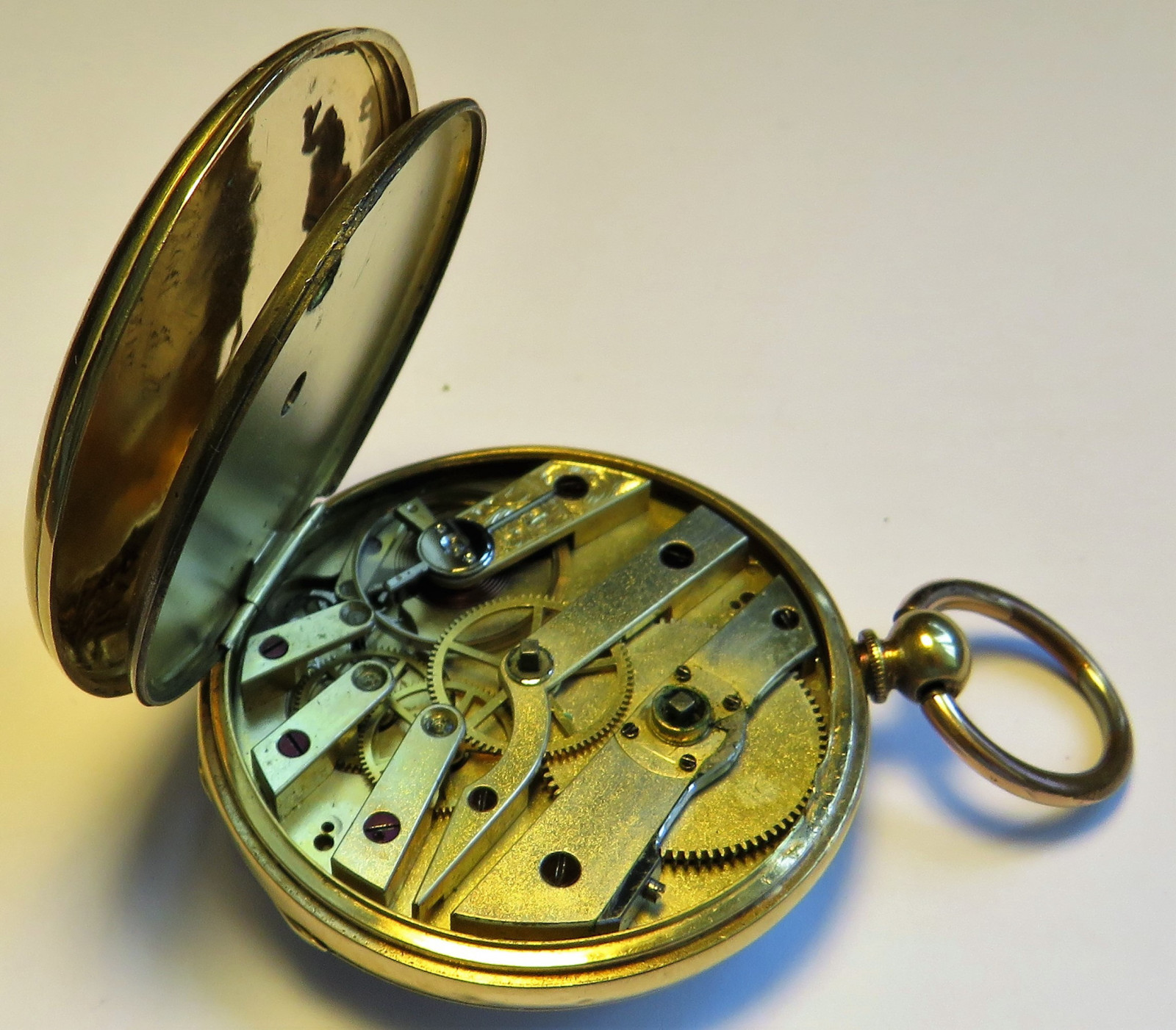
geöffnetes Gehäuse
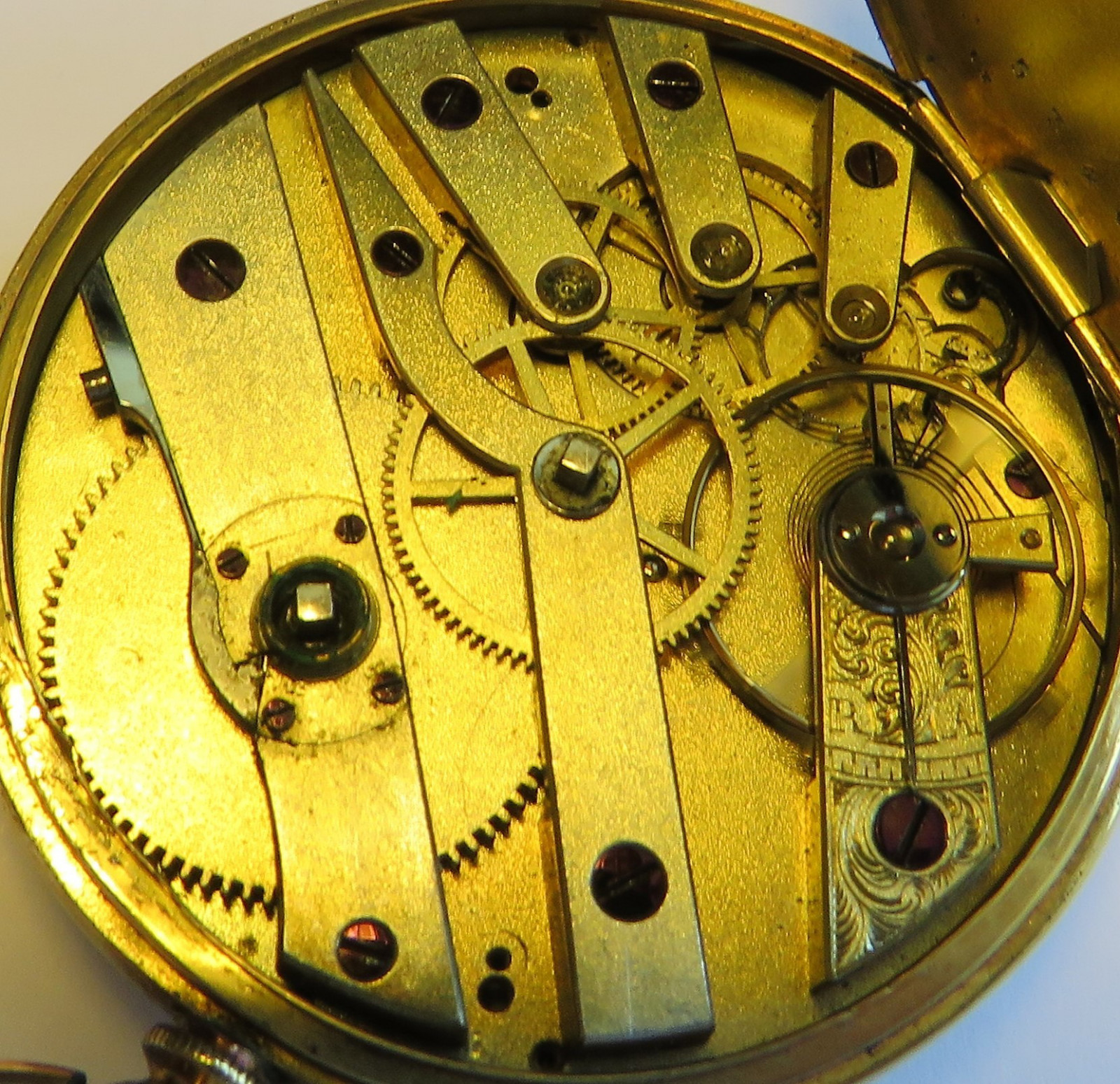
Innenleben mit früher Ankerhemmung
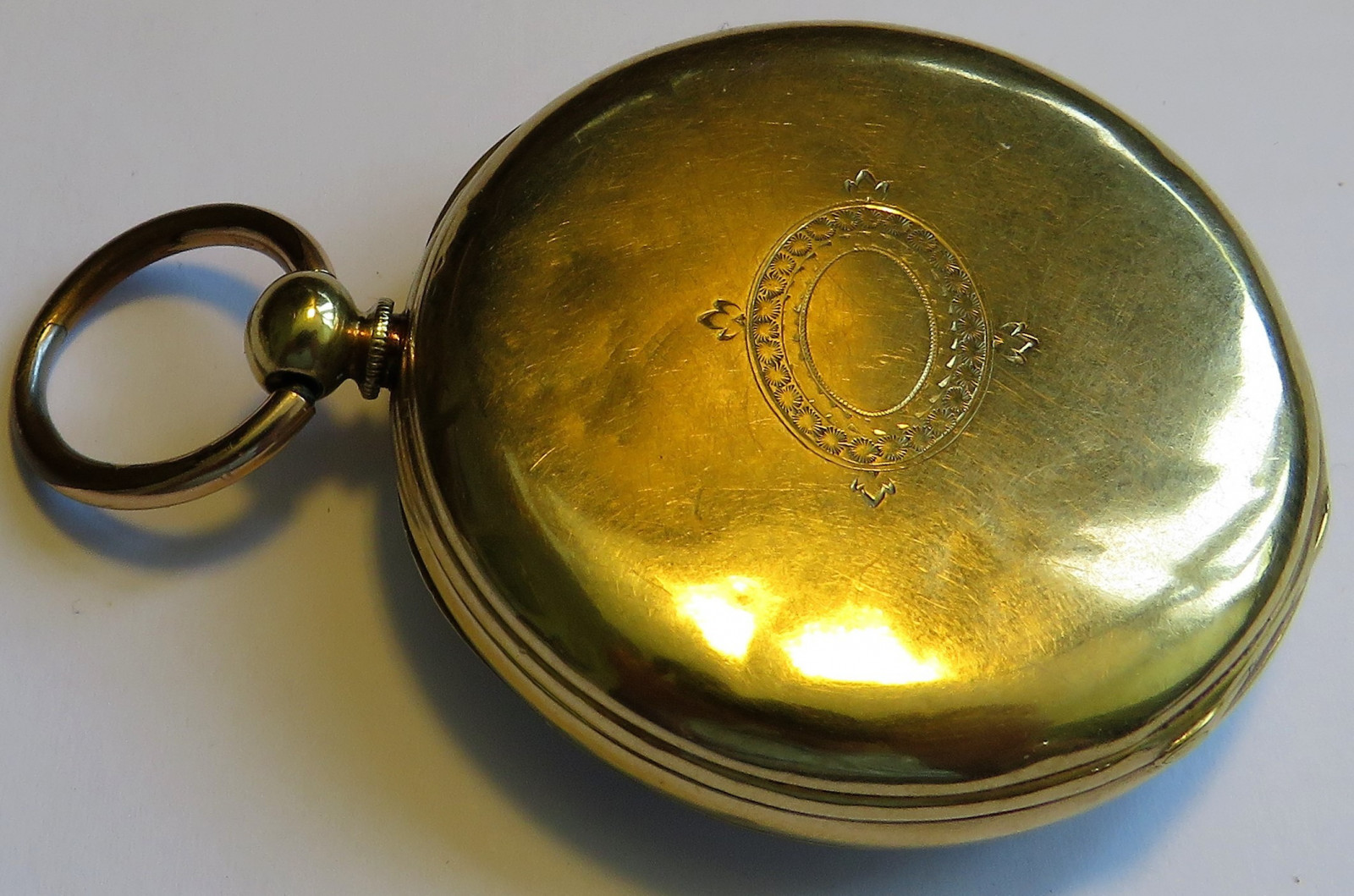
Rückseite des Uhrengehäuses